# 东窑村窑址
东窑村窑址位于中国广西壮族自治区桂林市叠彩区大河乡东窑村。
1989年冬，该村附近发现窑址5处，皆为宋代瓷窑，采集的文物包括壶、罐、钵、碗、盏、碾轮、腰鼓、檐口坛等，其早期器物风格与湖南省永州市黄阳司窑址、广西全州县大湾渡窑窑址相似，晚期器物风格则与广西兴安县严关窑窑址和桂林市北郊窑址的早起器物相同。窑址中采到腰鼓腔残片，可知其为烧制“静江腰鼓”的窑址。